# Elvis Adidiema
Elvis Adidiema est un producteur et réalisateur français né le 3 juin 1988 en région parisienne.
Il est directeur de Sony Music Afrique Francophone et directeur général de Ouenzé Music, le label musical du joueur de basket-ball Serge Ibaka. Il s'est fait connaître en 2018 pour avoir produit L'Histoire de Papa Wemba, un documentaire qui retrace la vie de la légende de la rumba congolaise.

## Biographie

### Ses études
Adidiema s'est formé aux universités Paris XIII et Sorbonne-Nouvelle. Il a intégré EICAR avant d'être diplômé d'un Master de journalisme à l'École supérieure de journalisme de Paris. À l'obtention de son diplôme, Elvis entre à la rédaction d'Œil d'Afrique, un média qui traite de l'actualité du continent africain, en tant que journaliste. Il devient présentateur du JT d'Œil d'Afrique.

### Original TV
En 2015, il fonde O'riginal TV, une boite de production audiovisuelle.

### Trace
Elvis Adidiema est directeur artistique du groupe Trace depuis 2018. Il participe à la création et au lancement de Trace Kitoko, une chaîne de télévision exclusivement consacrée à la culture congolaise.

### Histoire de Papa Wemba
À la suite de la mort de Papa Wemba survenue le 24 avril 2016, Elvis Adidiema produit un documentaire de 90 minutes qui retrace la vie de l'artiste congolais. Plusieurs chanteurs africains lui y ont rendu hommage tel que Youssou N'dour, Oumou Sangare, A'salfo ou encore Meiway. Le programme est diffusé sur Trace Urban, TV5 Monde, Prime Video et sur les chaînes du groupe France Télévisions.

### Sony Music Africa
En novembre 2021, Elvis Adidiema est nommé directeur de Sony Music Afrique Francophone.
En mars 2023, il fait partie de la délégation du président français Emmanuel Macron lors de sa tournée africaine pour promouvoir les industries créatives culturelles.